# Hellkamp (métro de Hambourg)
Hellkamp (en allemand : U-Bahnhof Hellkamp) est une ancienne station de l'embranchement d'Eimsbüttel qui deviendra la ligne U2 du métro de Hambourg. Elle se situe dans le quartier d'Eimsbüttel, dans l'arrondissement d'Eimsbüttel, à Hambourg en Allemagne.

## Situation sur le réseau

Plans des lignes
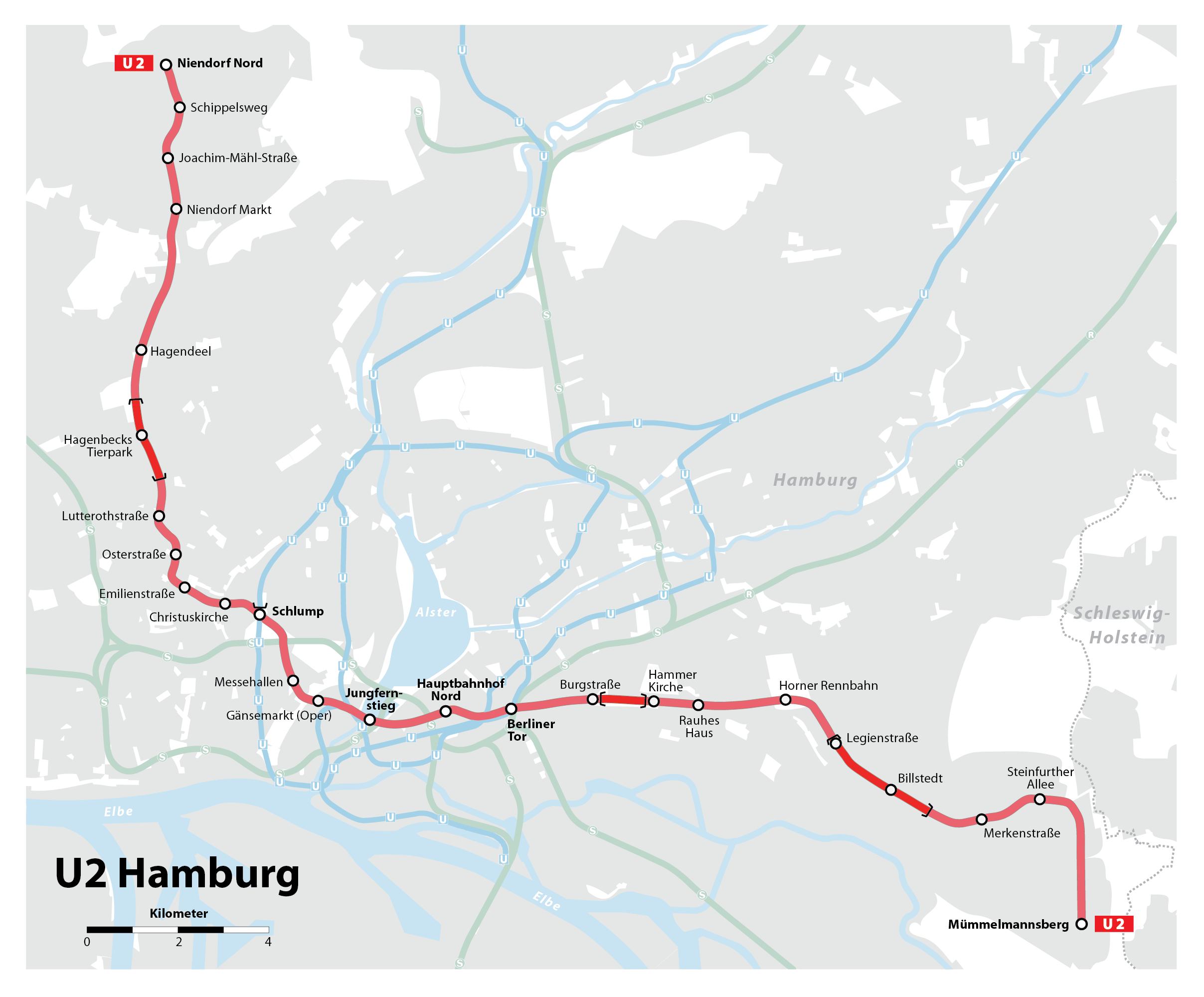
Ligne U2.

## Histoire
La station souterraine est ouverte en mai 1914 comme terminus de l'embranchement d'Eimsbüttel et dispose d'un quai central. La plate-forme est agrandie en 1929 et dans les années 1950, l'accès est déplacé de quelques mètres vers Heußweg. Il est également modernisé en 1954.
La station est fermée en 1964. La station Lutterothstraße est ouverte en remplacement le 30 mai 1965. Sur le tracé actuel, les carreaux muraux de l'ancien arrêt sont toujours là et le tunnel est encore légèrement plus large à cet endroit. Un tunnel d'accès à l'arrêt Lutterothstraße se trouve dans la zone de l'ancienne installation de balayage de la station Hellkamp. La station de métro Hellkamp est le premier arrêt doté d'un système de balayage automatique en Allemagne.